# Central Connect Airlines
Job Air — Central Connect Airlines, що діяла як Central Connect Airlines, — в минулому чеська авіакомпанія зі штаб-квартирою в місті Острава. Здійснювала пасажирські та вантажні авіаперевезення в Відень (як доповнення до маршрутної мережі австрійської авіакомпанії Austrian Airlines), Прагу і Брно (Чехія), Спліт та Задар (Хорватія), а також виконувала чартерні рейси з аеропортів регіону.
Портом приписки авіакомпанії і її головним транзитним вузлом (хабом) був Міжнародний аеропорт імені Леоша Яначека в Остраві.
Закінчила свою діяльність у першому півріччі 2014 року в результаті банкрутства.

## Історія
Авіакомпанія була утворена в 2005 році як дочірнє підприємство компанії Central Connect Group.
У грудні 2008 року штатна чисельність працівників авіакомпанії становила 110 осіб.
Job Air припинила свою діяльність 30. 6. 2014, оскільки дозволена судом реорганізація їй не вдалася і компанії не вдалося вийти зі збитку. Без власних коштів і підтримки бізнес-партнерів діяльність компанії була безперспективною і суд призначив конкурсну процедуру банкрутства.

## Маршрутна мережа

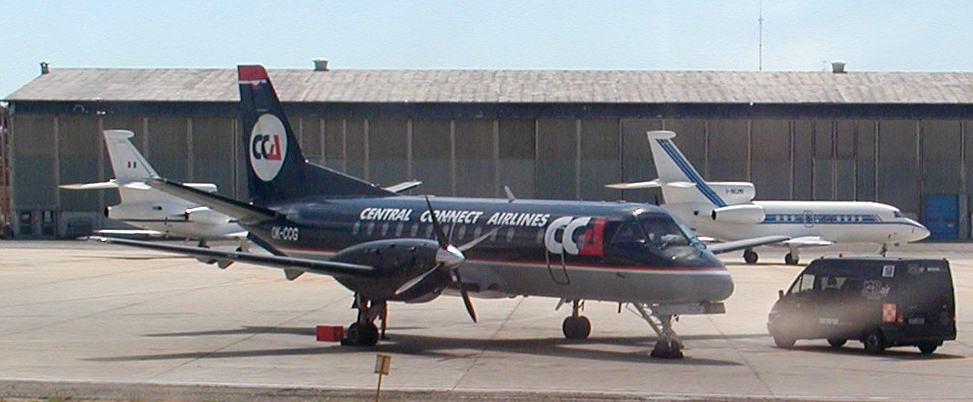
Saab 340 авіакомпанії Central Connect Airlines

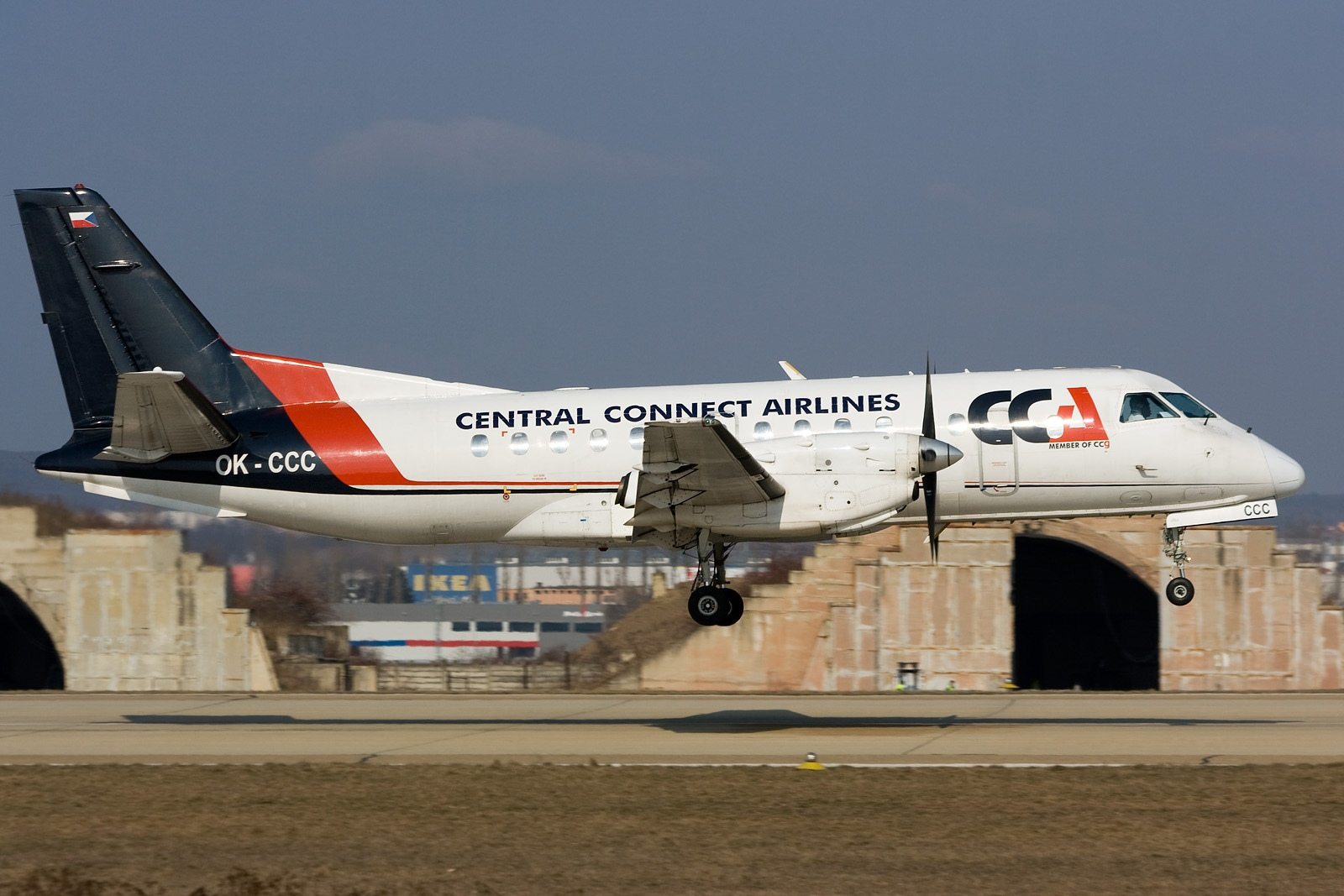
Захід на посадку Saab 340 авіакомпанії Central Connect Airlines в аеропорту Брно-Туржани

- Австрія
  - Відень — Віденський міжнародний аеропорт
- Бельгія
  - Брюссель — Брюссельський аеропорт

- Чехія
  - Брно — Аеропорт Брно-Туржани
  - Острава — Міжнародний аеропорт імені Леоша Яначека хаб
  - Прага — Міжнародний аеропорт Рузине
- Німеччина
  - Лейпциг — Аеропорт Лейпциг/Галле
- Польща
  - Познань — Аеропорт Познань

## Флот
Станом на 12 березня 2011 року повітряний флот авіакомпанії Central Connect Airlines становили такі літаки:
- 2 Saab 340A (вантажний варіант)
- 4 Saab 340B